# Exelastis crepuscularis
Exelastis crepuscularis là một loài bướm đêm thuộc họ Pterophoridae. Nó được biết đến ở Nam Phi và São Tomé và Principe.
Ấu trùng ăn Alysicarpus vaginalis.